# 死于硫磺岛
「死于硫磺島」為1963年11月城山三郎在『文藝春秋雜誌』上所發表之小説作品。分量有50頁之多。「死于硫磺島」收藏在新潮文庫系列。
主要人物為西竹一中佐・大久保見習士官・法國退役將校等人。故事為描述西竹一從少年到其亡故間之生活種種。

## 關連項目
- 硫磺島戰役